# Wilaya (pel·lícula)
Wilaya (àrab: ولاية, Wilāya) és una pel·lícula espanyola escrita i dirigida pel director valencià Pedro Pérez Rosado, que es va estrenar el 2012. Va ser l'única pel·lícula espanyola seleccionada per a la secció Panorama del Festival Internacional de Cinema de Berlín 2012.

## Sinopsi
Fatimetu (Nadhira Mohamed) torna a la wilaya de Smara a l'enterrament de la seva mare, després de 16 anys vivint a Espanya. Allí es retroba amb el seu germà Jatri, qui espera el seu primer fill de la seva dona Aichetu, i amb la seva germana Hayat (Memona Mohamed).
Jatri li comunica que ha heretat la haima familiar i la cura de la seva germana. Fatimetu accepta a desgana l'última voluntat de la seva mare, encara que no sap bé com fer-se càrrec de la seva germana ja que amb prou feines pot cuidar de si mateixa.
Totes dues germanes lluiten per a adaptar-se a la nova situació. Fatimetu compra amb els seus estalvis un tot terreny usat i es converteix en la primera dona que treballa de conductora a la wilaya, Hayat serà la seva guia i acompanyant per a distribuir aliments en les diferents wilaya.
En les seves vides, a través del seu treball, es creuaran amb històries de la nova generació de saharauis: la de Said, abandonat pel seu pare que se'n va anar a Espanya i no ha tornat, la de la jove Amal que torna de Cuba a la wilaya per a casar-se amb el seu cosí per indicació dels seus pares.
Wilaya és la història de dues germanes que tornen a trobar-se, després de 16 anys separades per dues cultures molt diferents, i que hauran d'adaptar-se per a sobreviure i descobrir les seves pròpies identitats.

## Repartiment
- Nadhira Mohamed — Fatimetu
- Memona Mohamed — Hayat
- Aziza Brahim — Sdiga
- Ainina Sidagmet — Said
- Mohamed Mouloud — Jatri

## Nominacions i premis
La pel·lícula fou estrenada al Festival de Cinema d'Abu Dhabi, on va obtenir un premi especial a la millor actriu per Memona Mohamet. Va guanyar la Bisnaga de Plata del Festival de Màlaga a la millor banda sonora, el premi a la millor pel·lícula al Festival de Cinema Europeu i Egipci de Luxor i el premi cinema social als XXI Premis Turia.